# Милинко Ивановић Црни
Милинко Ивановић Црни (Крагујевац 16. фебруар 1958) познати је српски извођач традиционалне музике на фрули. Добитник је неколико награда и повеља: Златна фрула Србије, Мајсторско писмо, повеље „Сава Јеремић“ за 2011. годину и друге.

## Биографија
Милинко Ивановић Црни рођен је у Крагујевцу 16. фебруара 1958. године. Традиционалном музиком се бави од раног детињства. Мелодије које је волео као дечак повезале су га са једним од најстаријих инструмената на Балкану - фрулом. Оставља велики траг у културним друштвима и културним центрима града Крагујевца. Био је активни члан КУД-а „Абрашевића“, СКЦ-a, садашњег Центра за културу града Крагујевца, КУД-а „Застава", као и члан Крагујевац концерта.
Велика жеља за усавршавањем и упорни рад доприносе да његова каријера иде узлазном путањом. Од 1985. године снима са оркестром Радио Телевизије Сарајево, а потом свира у оркестру Владе Пановића и у оркестру Мише Мијатовића РТС-а, где се истиче као инструменталиста. Сарађује са оркестром Славка Митровића–Цалета у емисијама ТВ Нови Сад. Вишеструки је победник на сабору "Златна фрула Србије". Добитник је Мајсторског писма, а од СЕМУС-а 2006. године добија статус уметника. Такође, статус уметника добија и од Удружења музичара џеза, забавне и рок музике Србије, чији је и члан. Добитник је повеље „Сава Јеремић“ за 2011. годину.
Његова „чаробна“ фрула се чула на многим књижевним вечерима, сликарским колонијама, позоришним представама као и на бројним хуманитарним концертима широм земље и иностранства. Учествује у радионици за свирање на фрули на Факултету Музичке Уметности у Београду, заједно са професором др Димитријем Големовићем, др Мирјаном Закић и мр Ивом Ненић. Организатор је школе фруле „СВЕТИ ВЛАДИКА НИКОЛАЈ“ (на чијим је фрулама и свирао на албуму: Похвала Светом Владики Николају) и активни предавач младим нараштајима у жељи да традиционални инструменти добију више на популаризацији. Кроз његову школу фруле прошло је преко сто ученика широм земље и иностранства.
Наступао је као гост на наступима многих традиционалних састава, као што су „Ступови“, „Дуо Модерато“, „Весна и Корени“, оркестар Владимира Маричића, и многи други.
Сарађивао је и на музичким издањима поменутих извођача, а био је ангажован и на подручју филмске музике - за филмове „Монтевидео, Бог те видео“ и „ Бранио сам Младу Босну", као и за монодраму „Крвави Божић". Сарађивао је на припреми новог диска Владе Маричића, Асима Сарвана, Љубе Манасијевића, Бранка Исаковића, као и групе Ortodox Celts. Четрнаест година био је члан Оркестра „Бистрик“ са Биљом Крстић. Издао је свој музички албум „Плетеница“, где са својом фрулом и врхунским музичарима даје потпуно нов звук у стилу World музике које никога неће оставити равнодушним. Снимао је за потребе РТВ Нови Сад и РТС-а. Снимао је и за Звучни архив Радио Београда. Наступао је на манифестацији "Ђурђевдански уранак" у Крагујевцу 2015. године, са Великим симфонијским оркестром РТС-а, свирајући „Марш на Дрину".
Налази се у уџбенику за предмет Музичка култура за шести разред основне школе (Нови Логос, 2010). Одржао је преко седам стотина концерата са различитим извођачима, у земљи и иностранству. Компоновао је музику за етно-групе: „Певница“, „Рашанке“, „Весна и корени“, као и за друге познате извођаче.
Уредништво листа „Крагујевачке новине" уврстило га је међу двадесет најуспешнијих суграђана за 2011. годину (бр. 138). Добио је титулу „Фрулаш деценије" на Сабору фрулаша у Прислоници, 1997. године.

## Наступи
- Милинко Ивановић Црни са Бистриком - Велико народно оро
- Милинко Ивановић Црни са Великим симфонијским оркестром - Марш на Дрину